# Estació Hidroelèctrica del Dnièper

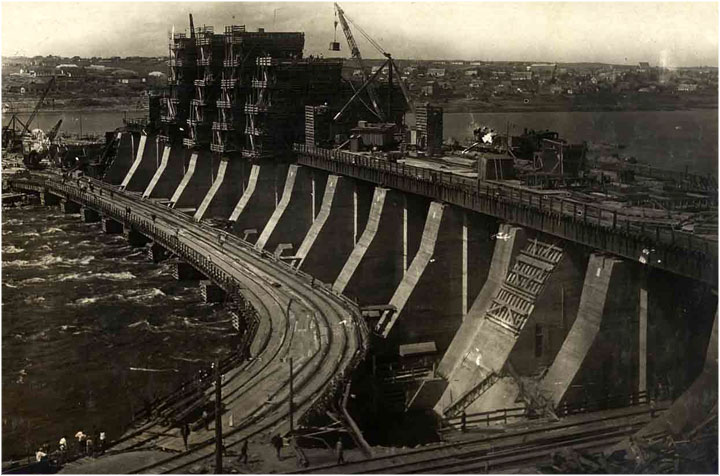
La estació hidroelèctrica en construcció, a l'any 1930.

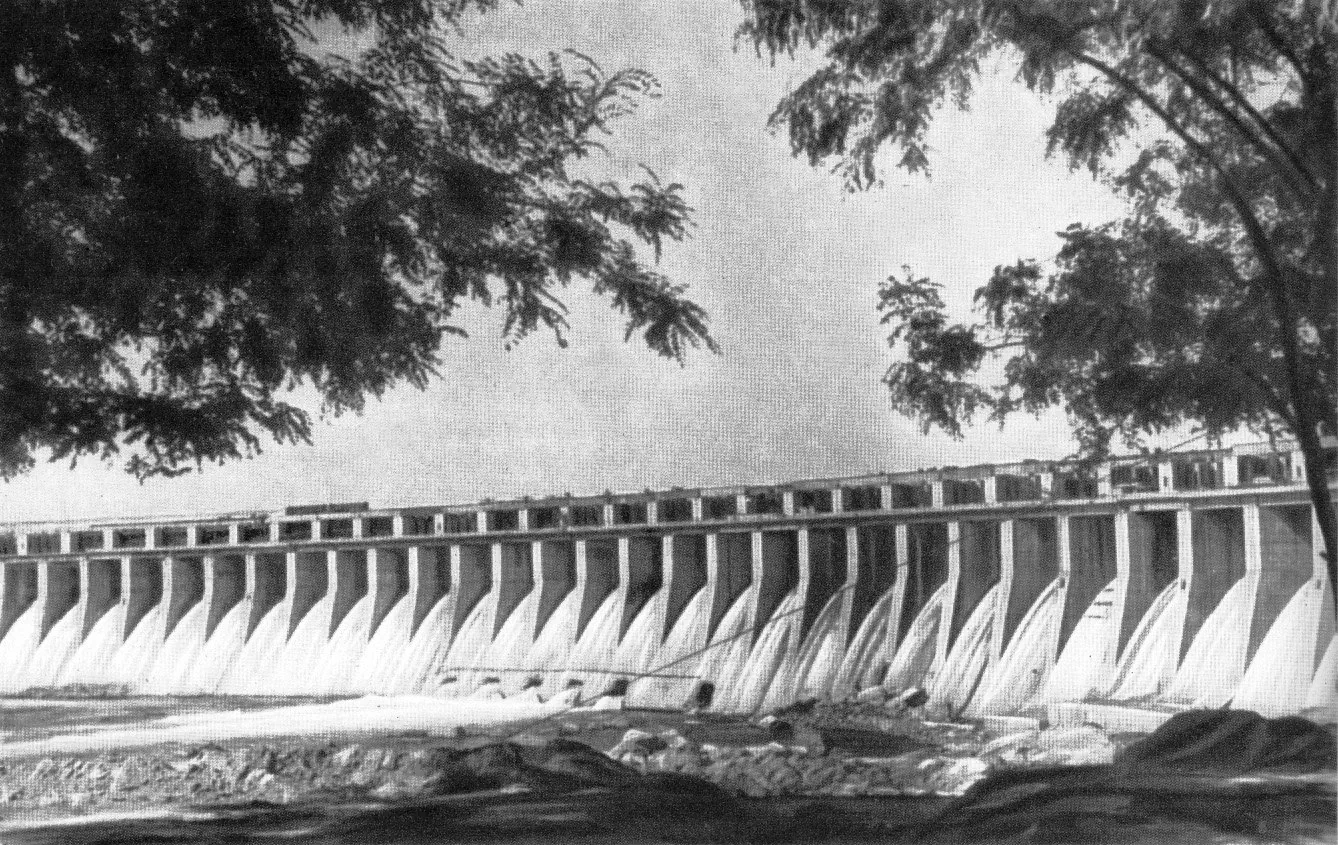
La presa després de la Segona Guerra Mundial, any 1947.

L'Estació Hidroelèctrica del Dnièper és l'estació hidroelèctrica més gran del territori d'Ucraïna i una de les més grans d'Europa. L'estació Dnièper està situada al riu Dnièper, a Zaporíjia, i és el quart riu més llarg d'Europa.
El disseny original prové del pla d'electrificació de GOELRO per a la Unió Soviètica, el qual fou adoptat poc després de la Revolució d'octubre, l'any 1917.
Lev Trotski, llavors fora el poder, va impulsar la idea dins el Politburó governant en 1926. En un discurs al moviment del jovent de Komsomol, Trotski digué:
| «             | Al sud el Dnièper travessa les terres de més valor industrial; està malgastant el pes prodigiós de la seva pressió jugant sobre els vells ràpids i esperant que aprofitem el seu corrent, el frenem amb preses i l'obligem a il·luminar les ciutats, impulsar fàbriques i enriquir els conreus. L'obligarem a fer-ho! | » |
| — Lev Trotski | |   |

La presa i els seus edificis fouen dissenyats pels arquitectes constructivistes Víktor Vesnin i Nikolai Kolli. La construcció va començar l'any 1927 i va acabar el 1932. Més de deu mil habitants de la contornada van ser obligats a abandonar les seves cases. Majoritàriament eren mennonites alemanys, que van ser convidats a treballar voluntàriament en l'obra. Els qui no ho van voler fer voluntàriament, ho fan fer forçats.
Va ser la primera planta hidroelèctrica a l'RSS d'Ucraïna. Els 500 MW que produeix la varen convertir en l'estació hidroelèctrica soviètica més gran al seu temps. Va impulsar el desenvolupament de les zones industrials com Zaporíjia, Kriví Rih o Dnipropetrovsk, que van créixer amb l'energia proporcionada per l'Estació Hidroelèctrica del Dnèpier i va permetre el desenvolupament d'indústries amb grans consums d'energia, com ara la producció d'alumini, que foren essencials per a la Força Aèria Soviètica.
Durant la Segona Guerra Mundial, la presa i l'estació hidroelèctrica, donada la seva importància estratègica, foren parcialment destruïdes per les tropes soviètiques que es retiraven l'any 1941;, també ho van fer les tropes alemanyes el 1943. Finalment la presa va ésser afectada greument, i els ginys de producció foren destruïts gairebé completament. Fou reedificada entre els anys 1944 i 1949, I la producció d'energia elèctrica fou restablerta el 1950. Entre el 1969 i el 1980 una segona estació fou construïda amb una capacitat planejada de 828 MW.

## Temps postsoviètic
Avui dia la presa ha estat privatitzada i continua sent utilitzada per a alimentar els complexos industrials adjacents. La pressió de l'aigua que surt de la presa està a 38,7 metres i l'embassament que hi ha darrere és de 33,3 quilòmetres cúbics. La presa també és utilitzada pel trànsit.